# Австрійсько-молдовські відносини
Австрі́йсько-молдо́вські відно́сини — міжнародні відносини між Австрією та Молдовою. Держави встановили дипломатичні відносини 25 березня 1992 року. Австрія представлена в Молдові через посольство в Бухаресті (Румунія) та через почесне консульство в Кишиневі. Молдова має посольство у Відні та почесне консульство в Інсбруці.

## Зустрічі високопосадовців високого рангу
У 1996 президент Молдови Снегур Мірча відвідав Австрію.
У 1997 наступний президент Молдови Петро Лучинський узяв участь в Економічному саміті держав центральної та східної Європи в Зальцбурзі.
У 1999 Петро Лучинський зустрівся з державним секретарем федерального міністерства закордонних справ Австрії Бенітою Ферреро-Вальднер. Він сказав, що існують яскраві перспективи розширення двосторонньої взаємовигідної співпраці Молдови та Австрії, а також закликав до більш активних австрійських інвестицій у приватизовані молдовські підприємства та до створення правових засад розширення двосторонньої взаємодії.
У 2003 президент Молдови Володимир Воронін брав участь у 10-тій зустрічі глав держав Центральної Європи в Зальцбурзі, Австрія, що давала лідерам країн континенту можливість обмінятись ідеями перебуваючи за рівних умов.У липні 2007 року державний секретар Австрії Ганс Віклер зустрівся з заступником міністра закордонних справ Молдови й заявив, що молдовський шлях до змін також і в австрійських інтересах.
У січні 2008 року Володимир Воронін зустрівся з генеральним директором з зовнішніх економічних зв'язків Федерального міністерства економіки та праці Австрії Йоганном Захсом під час візиту останнього до Молдови. Вони обговорили недавню успішну зустріч модовсько-австрійської міжурядової комісії, а також можливості розвитку молдовсько-австрійської торгівлі, співпрацю щодо відновлюваної енергетики, сільського господарства та туризму Вони відмітили, що офіційні дані показують, що в перші дев'ять місяців 2007 року експорт Молдови до Австрії зріс на 50 %, а експорт Австрії до Молдови на 80 %.

## Угоди та політичні заяви
Австрія та Молдова укладали різноманітні договори, що покривають такі сфери як двосторонні торгові відносини, транспорт, просування та захист інвестицій та уникнення подвійного оподаткування.
У липні 2000 року міністр закордонних справ Австрії Беніта Ферреро-Вальднер висловила оптимізм щодо переговорів по визначенню правового статусу Придністров'я базуючись на політичній стабільності та територіальній цілісності Молдови. У квітні 2006 міністр закордонних справ Австрії Урсула Пласснік сказала, що Молдова є сусідом та партнером спільноти, яка розділяє цінності ЄС. Австрія привітала прогрес зі зміцнення макроекономічної ситуації, покращення прав людини та зменшення корупції. Хоча міністр визнала прагнення Молдови вступити до ЄС, вона відмітила, що це займе час. У жовтні 2008 при підписанні австрійсько-молдовської угоди щодо співпраці в розвитку, міністр закордонних справ Урсула Пласснік сказала, що «Австрія є надійним другом та партнером Молдови.» Міжурядова угода має на меті довготривалі соціальний, екологічний та економічний розвиток Молдови, а також становлення співпраці та розвинених відносин з Австрією.

## Торгівля та інвестиції
2005 року загальний обсяг торгівлі з Австрією сягнув 33,56 млн доларів США при стабільному зростанні. До числа австрійських компаній, що активні в Молдові є зокрема: Австрійські Авіалінії, Raiffeisen Zentralbank,, що порадила уряду Молдови провести приватизацію Moldtelecom та компанії GRAWE insurance, — однієї з найбільших страхових компаній у Молдові.